# Arcs al carrer de la Costa
Els Arcs al carrer de la Costa és una obra del Pinell de Brai (Terra Alta) inclosa a l'Inventari del Patrimoni Arquitectònic de Catalunya.

## Descripció
Conjunt d'arcs de mig punt, de pedra o de maó, situats al carrer de la Costa. És estrany trobar tants arcs tapiats en un carrer tan petit. La posició del carrer en un promontori i els retranquejos de les façanes fan suposar que tot formava part d'un sol conjunt d'edificació modificat quan es va construir l'església.